# Kerzaz
Kerzaz è un comune dell'Algeria, situato nella provincia di Béni Abbès.